# Biomedical Advanced Research and Development Authority
De Biomedical Advanced Research and Development Authority (Overheidsdienst voor fundamenteel biomedisch onderzoek en ontwikkeling, BARDA) is een afdeling van het Amerikaans ministerie van Volksgezondheid die verantwoordelijk is voor de levering en ontwikkeling van medische voorzieningen tegen enerzijds bioterrorisme en NBC-wapens, en anderzijds pandemieën en opkomende ziekten.:140
BARDA werd opgericht door een pandemiewet uit 2006 (Pandemic and All-Hazards Preparedness Act), en ressorteert onder de staatssecretaris voor rampenbestrijding. Het bureau beheert Project BioShield, een programma voor noodsituaties van biomedische aard.
Het agentschap vormt ook de officiële brug tussen de Amerikaanse federale overheid en de biomedische industrie. Het verstrekt subsidies en andere hulp om geavanceerd onderzoek, innovatie en de ontwikkeling van medische hulpmiddelen, tests, vaccins en therapeutica te bevorderen. BARDA levert en onderhoudt ook de strategische voorraden aan medicijnen, persoonlijke beschermingsmiddelen (PBM) en vaccins.